# 料羅灣
料罗湾，是金门岛东南部面向台湾海峡的一个海湾，建有深水港口，为金门和台湾之间往来的重要通道，现建有海滨公园，树立有妈祖雕像。
该地位置险要，在此曾发生多次武装冲突，其中以1633年明朝海军和荷兰海军之间的崇禎明荷海戰以及1958年中國人民解放軍海軍和中華民國海軍之间发生的九二海戰最为有名。

## 圖片

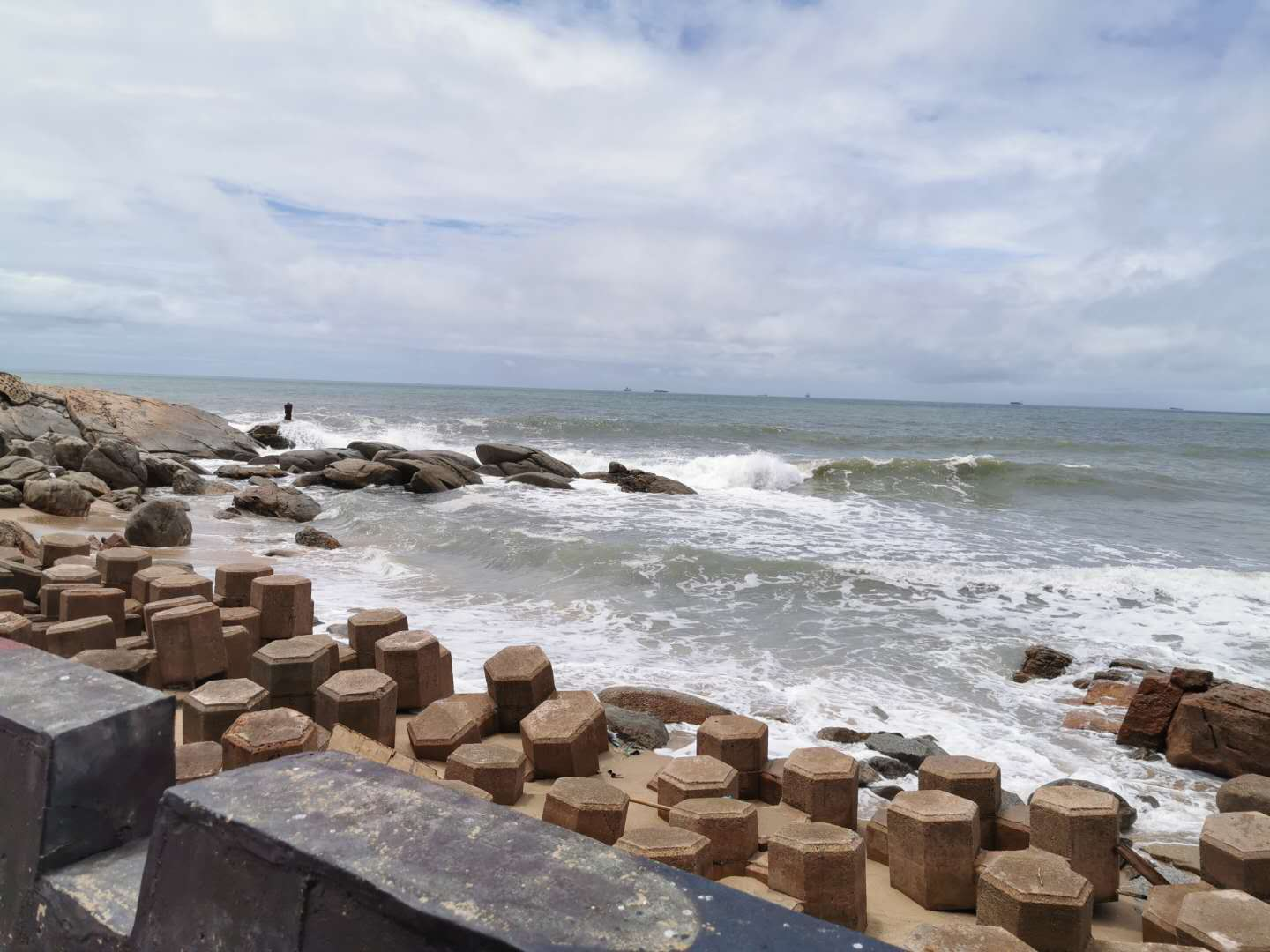
料羅灣
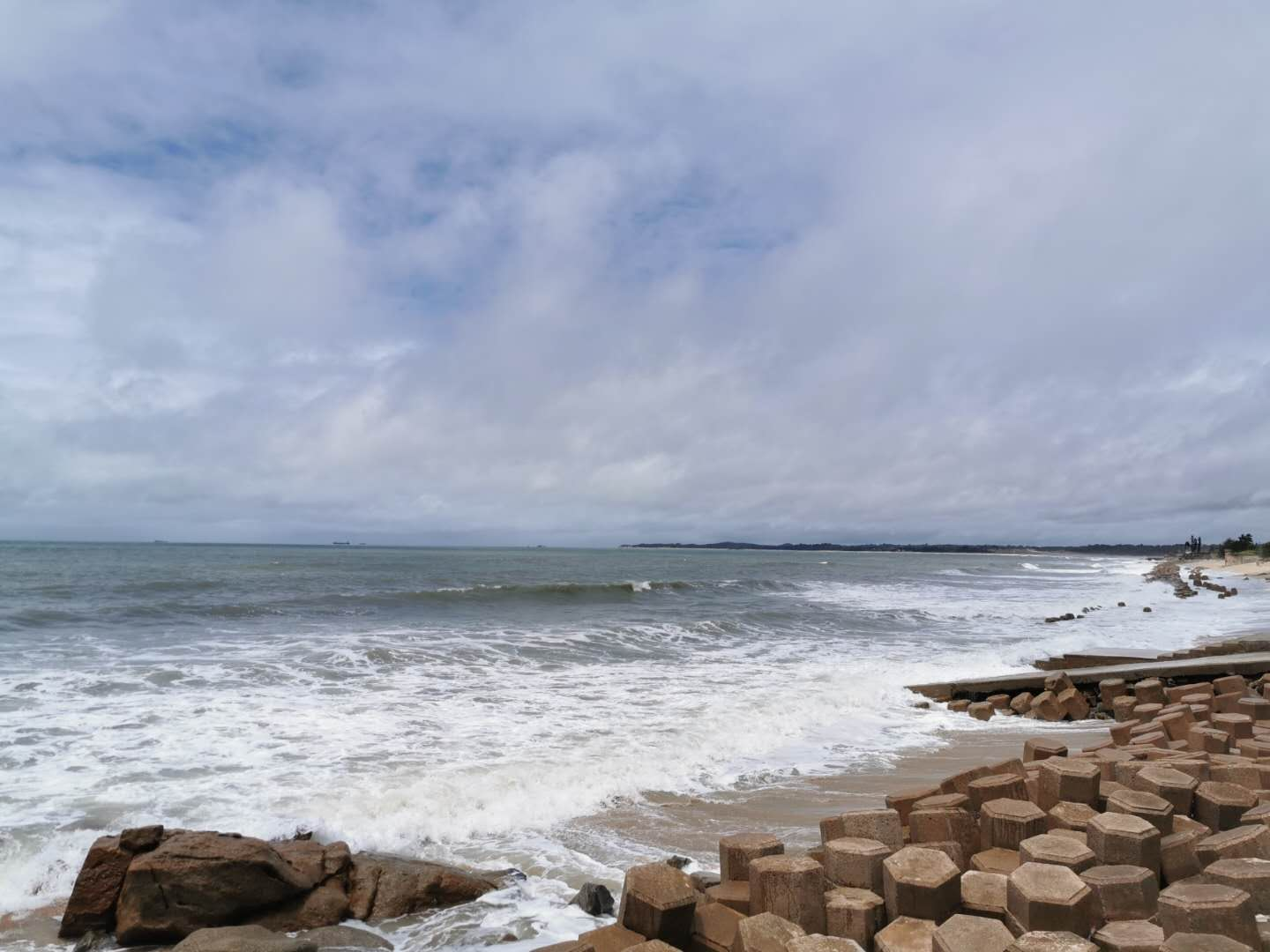
料羅灣
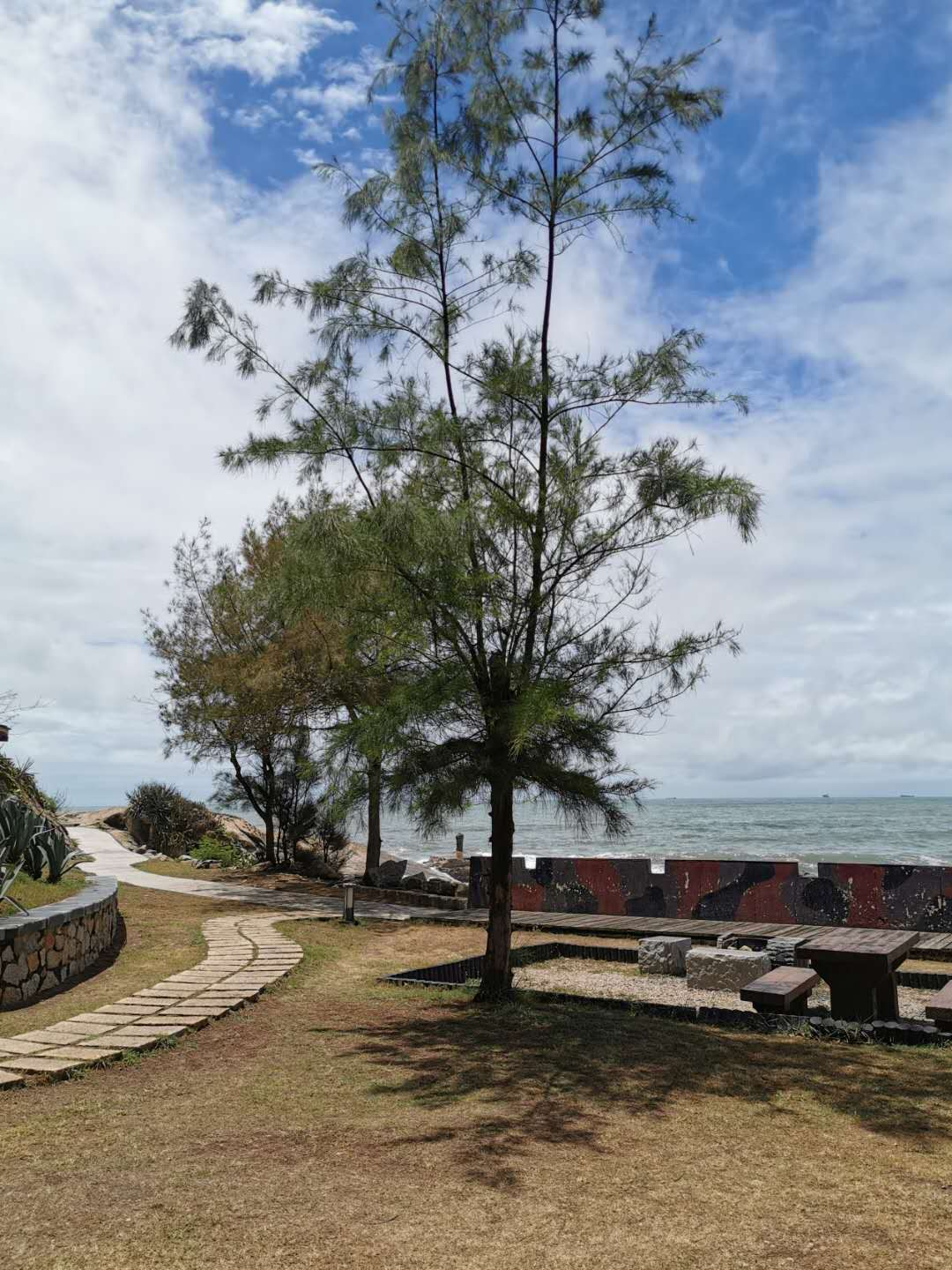
料羅灣
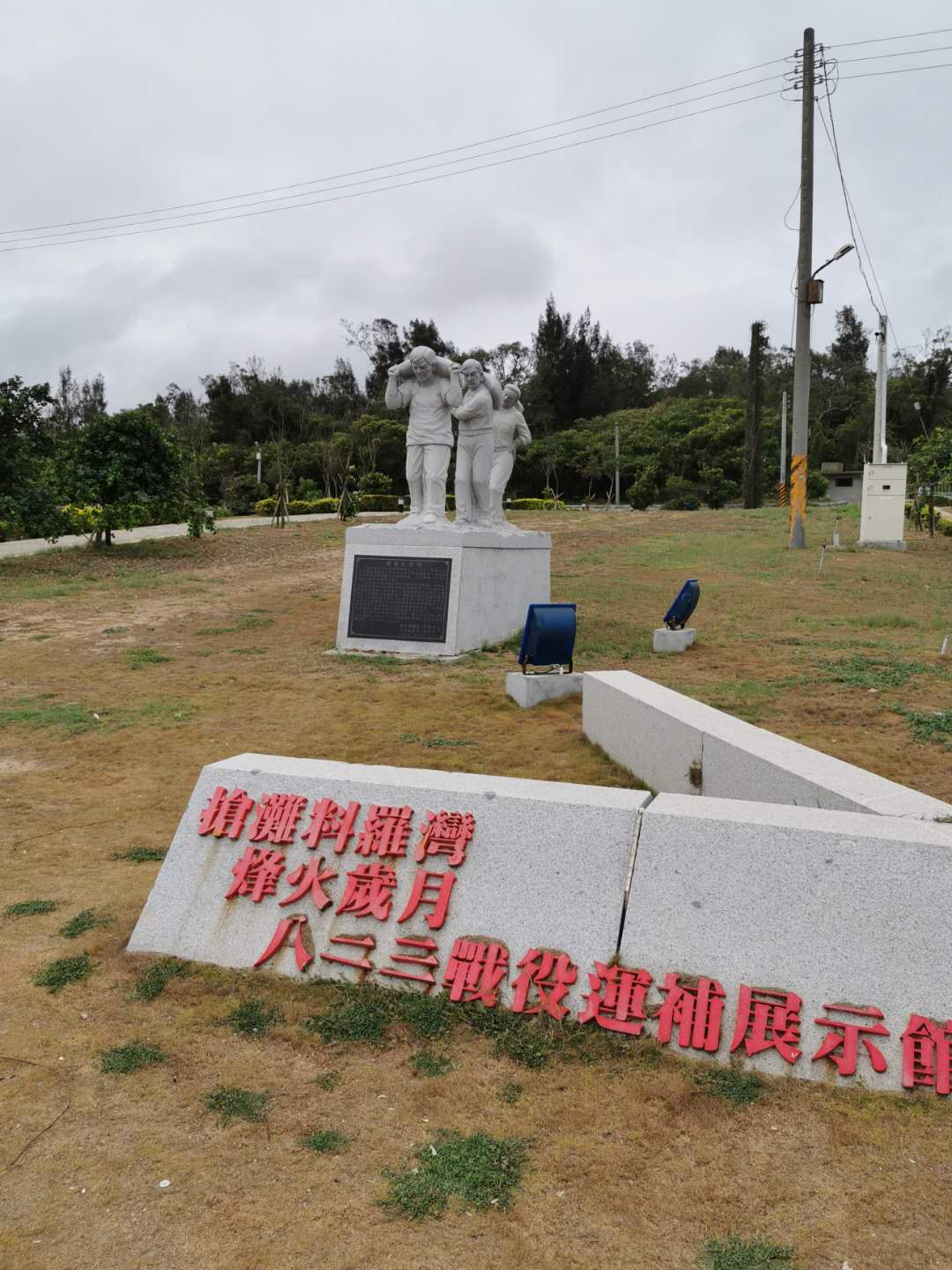
料羅灣八二三戰役運補展示館
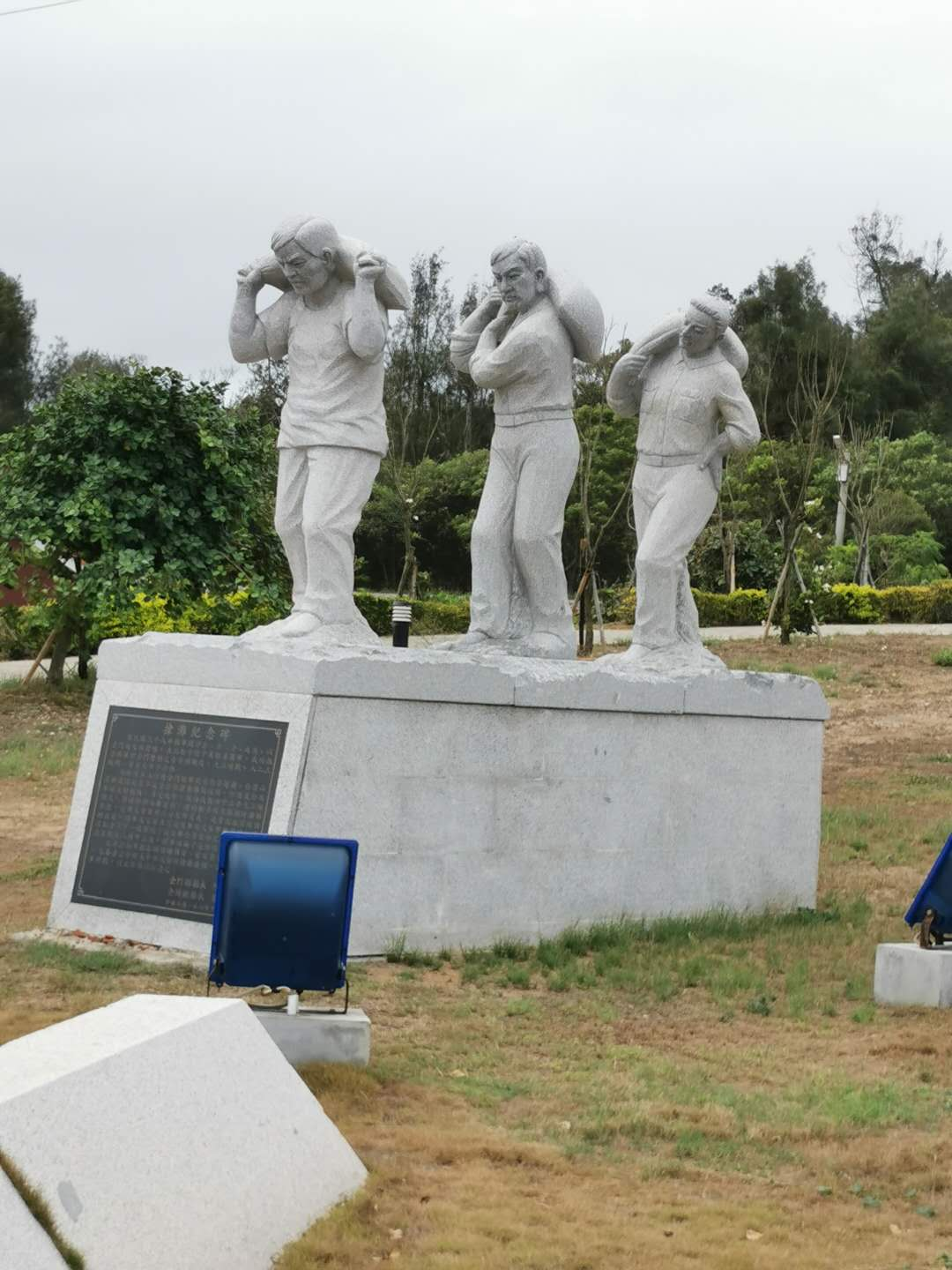
料羅灣八二三戰役運補展示館
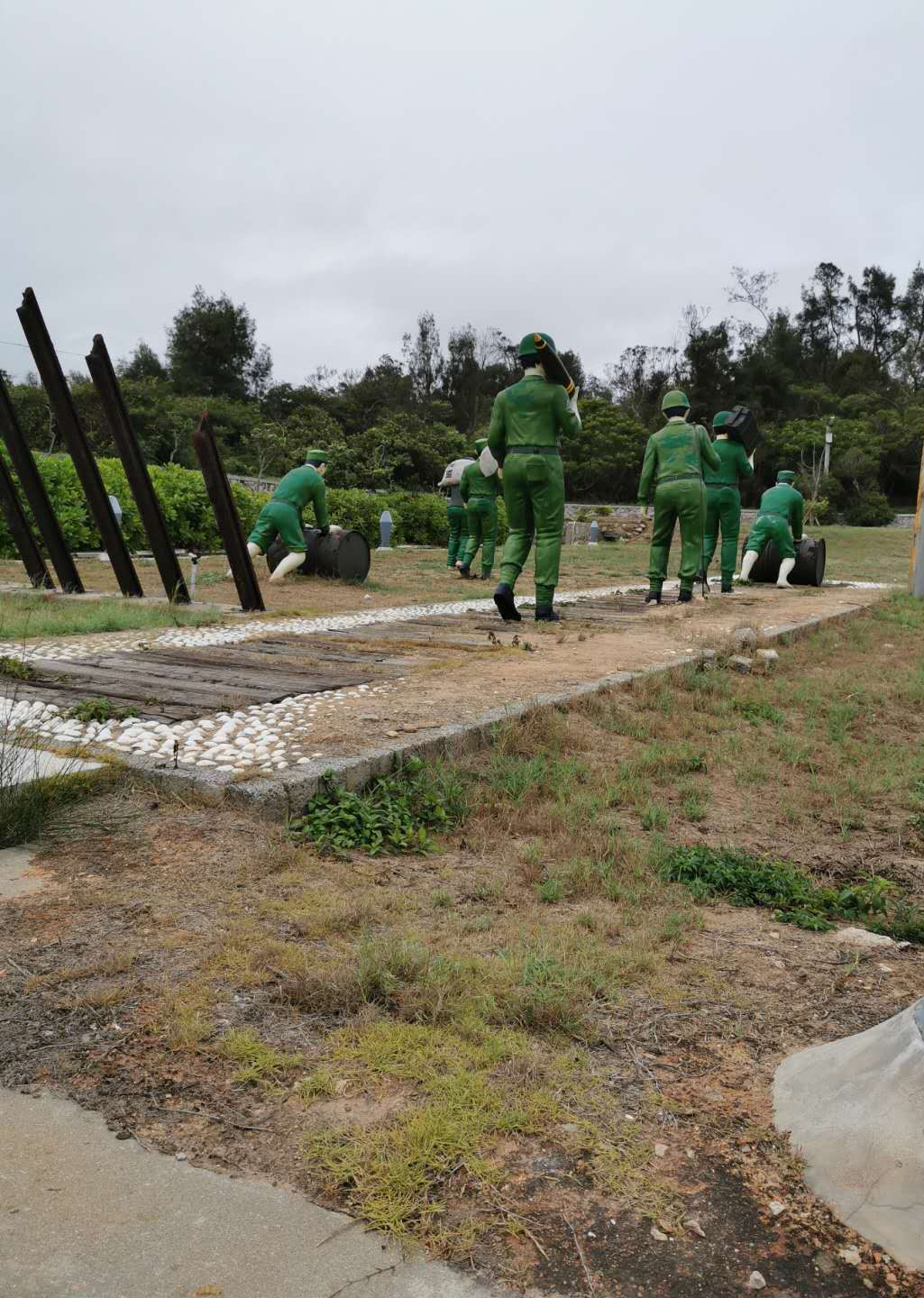
料羅灣八二三戰役運補展示館